# Амаргоса
Амаргоса (англ. Amargosa Desert) — пустеля, розташована в окрузі Най, США, уздовж кордону між штатами Каліфорнія та Невада.
Займає території площею понад 6 500 км². Лежить на узвищенні (від 790 до 840 м).
Назва походить він назви однойменної річки, чия назва, в свою чергу походить від іспанського слова гіркувата, оскільки вода в ній має гіркуватий присмак.